# Dou niu yao bu yao
Dou niu yao bu yao (caratteri cinesi: 鬥牛 · 要不要?; titolo internazionale: Bull Fighting), è una serie televisiva taiwanese con protagonisti Mike He, Hebe Tien delle S.H.E e Lee Wei. La serie è stata trasmessa sui canali televisivi TTV e SETTV da novembre 2007 a marzo 2008.

## Trama
La storia inizia con una partita di basket tre contro tre, giocata tra due scuole rivali. La partita è un evento annuale, il cui premio è il controllo del campo di basket della tredicesima strada per tutto l'anno a seguire. Con sorpresa del pubblico, la squadra che è stata campione per nove anni di fila, TRIO, perde e si scopre che la colpa della sconfitta è di una ragazza che si chiama Yi Sheng Xue. La partita annuale, ora, ha un nuovo scopo.
Yi Sheng Xue è la figlia di un famoso maestro d'arti marziali, Yi Chuan Wu, mentre Shen Ruo He è un ragazzo di buona famiglia, erede dell'azienda famigliare. Jin Zi Cong è il giovane capo delle guardie del corpo responsabili della protezione di Yi Sheng Xue. Sia Ruo He che Zi Cong iniziano ad avvicinarsi sentimentalmente a Sheng Xue, e la storia della serie si rivela lentamente come un loro triangolo amoroso.

## Personaggi
- Mike He (賀軍翔): Shen Ruo He 沈若赫
- Hebe Tien: Yi Sheng Xue 伊勝雪
- Lee Wei (李威): Jin Zi Cong 金子聰
- Liang Zhe (亮哲): Zhou Bi Shou 周必守
- Huang Pai Jun (黃柏鈞): Xu Zhe Kai 徐哲凱
- Godfrey Gao (高以翔): Tank 坦克
- Ding Chun Cheng (丁春誠): Roma
- Cao Wei Xuan (曹維軒): Mu Yu 木魚
- George Zhang (張兆志): Run Yi 潤乙
- Zhang Li Ren (張力仁): Ah Jia 阿嘉
- Jian Chang (檢場): Yi Chuan Wu 伊全武
- Cyndi Chaw (趙詠華): Gao Jie Mei 高潔美
- Ai Wei (艾偉): Shen Guo Shen 沈國琛
- Tan Ai Zhen (譚艾珍): Signora Shen 沈老夫人
- Xie Qi Wen (謝其文): Commerciante di salsicce 香腸伯
- Hu Kang Xing (胡康星): Bi Xiao Xiu 畢小修
- Peggy Zheng (曾珮瑜): Liang Yu Qin 梁羽親
- Lin Shou Jun (林秀君): Presidente He 賀總裁
- Wang De Sheng (王德生): Maggiordomo Shi 石管家
- Ke Huan Ru (柯奐如): He Qian Na 賀千那
- Chen Wei Han (陳威翰): Jia Bao Bei 賈寶貝
- Wang Xin Yi (王心宜): Mei Fei 梅妃
- Zhang Yong Zheng (張永正): Zio Louie
- Wang Juan (王琄): Bo Luo Shen 菠蘿嬸
- Qian De Men (乾德門): Dottore della scuola
- Zhu De Gang (朱德剛): Guan Fu Lu 官福祿
- Judy Zhou (周定緯): Michael
- Chen Han Dian (陳漢典): 失業路人
- Lene Lai (賴琳恩): 學校秘書

## Colonna sonora
1. 斗牛要不要 (Basketball) - Tank
2. 你最近还好吗 (How Are You Lately?) - S.H.E
3. 叫 (Yell) - Zheng Nan
4. 爱来过 (Love Was Here) - S.H.E
5. 困兽 (Trapped Beast) - Judy Zhou
6. 来不及 (Too Late) - Hebe Tien
7. 背影 (Back) - Yoga Lin
8. 放牛 Party (Cattle Grazing Party) - Zhang Jia Wei
9. 一触即发 (On the Verge) - Strumentale
10. When I Think of You - Strumentale
11. 极道千金 (Gangster Daughter) - Strumentale
12. 你最近还好吗 (How Are You Lately?)- Strumentale
13. 对峙 (Standoff) - Strumentale
14. 斗牛 (Bull Teasing) - Strumentale
15. 危机 (Crisis) - Strumentale
16. 迷幻青春 (Magical Youth) - Strumentale
17. 挑衅 (Provoke) - Strumentale
18. 战争之后 (After the War) - Strumentale
19. 爱的斗牛 (Bullfighting of Love) - Strumentale
20. 球场下雪了 (It's Snowing in the Ball Court) - Strumentale